# White Dreaming with 光GENJI
『White Dreaming with 光GENJI』（ホワイト ドリーミング ウィズ ひかるげんじ）は、光GENJI1枚目のミニ・アルバム。1990年11月21日（水曜日）にポニーキャニオンから発売された。

## 概要
光GENJIにとって最初のミニ・アルバムで、A4サイズの袋に靴下に入った8センチCDが入っているという特別仕様で発売された。販売は本タイプのみで通常盤などは存在しない。
「聖なる夜に愛をこめて」以外の三曲は1990年末に「ミュージックステーション」で多く披露された。
「イブの夜からはじめよう」「Mr. PANCAKE」もしくは「Merry-go-round」の組合せというパターンが最も多かったが、他のクリスマスソングとの組合せもあった。

## 収録曲
- 全編曲:佐藤準

1. イブの夜からはじめよう
作詞・作曲:西岡千恵子
2. Mr. PANCAKE
作詞:原真弓　作曲：山口美央子
佐藤寛之、山本淳一、赤坂晃、佐藤敦啓(後のSAY・S)による楽曲。
3. 聖なる夜に愛をこめて
作詞：森本抄夜子　作曲：山口美央子
光(内海光司、大沢樹生)による楽曲。
この曲のみ、歌番組での披露がない。
4. Merry-go-round
作詞・作曲：西岡千恵子
諸星和己による楽曲で、コーラスに寛之、山本、赤坂、敦啓が参加。
曲が終わった後、再び「イブの夜からはじめよう」のサビが始まる。